# Efectos de la meditación

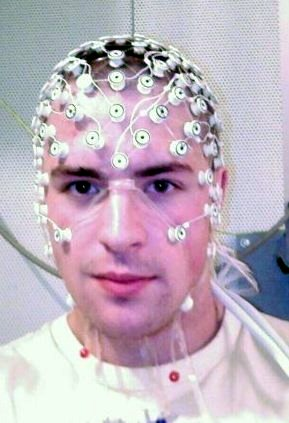
La electroencefalografía se ha utilizado para la investigación de la meditación.

Se han estudiado los efectos psicológicos y fisiológicos de la meditación. En los últimos años, los estudios de la meditación han implicado cada vez más el uso de instrumentos modernos, como Imagen por resonancia magnética funcional y electroencefalografía, que pueden observar la fisiología del cerebro y la actividad neuronal en sujetos vivos, ya sea durante el acto mismo de la meditación o antes y después de ella. Así, se pueden establecer correlaciones entre las prácticas meditativas y la estructura o función del cerebro. 
Desde la década de 1950, se realizaron cientos de estudios sobre la meditación, pero muchos de ellos tenían fallas y, por lo tanto, arrojaron resultados poco confiables.   Los estudios contemporáneos han intentado abordar muchos de estos defectos con la esperanza de guiar la investigación actual por un camino más fructífero.  En 2013, los investigadores encontraron evidencia moderada de que la meditación puede reducir la ansiedad, la depresión y el dolor, pero ninguna evidencia de que sea más eficaz que los tratamientos activos como los medicamentos o el ejercicio.  Otro importante artículo de revisión también advirtió sobre la posible desinformación y mala interpretación de los datos relacionados con el tema.  

## Efectos de la meditación consciente
Un estudio anterior encargado por la Agencia de investigación y calidad de la atención médica de Estados Unidos (US Agency for Healthcare Research and Quality) encontró que la meditación reduce múltiples dimensiones negativas del estrés psicológico.  Otras revisiones sistemáticas y metanálisis muestran que la meditación consciente tiene varios beneficios para la salud mental, como la reducción de los síntomas de depresión,    mejoras en el estado de ánimo,  resiliencia al estrés  y control de la atención..  Las intervenciones de atención plena (mindfulness meditation) también parecen ser una intervención prometedora para controlar la depresión en los jóvenes.   La meditación de atención plena es útil para controlar el estrés,     la ansiedad    y también parece ser eficaz en el tratamiento de los trastornos por uso de sustancias.    Un metanálisis reciente de Hilton et al. (2016), incluidos 30 ensayos controlados aleatorios, encontraron evidencia de alta calidad para la mejora de los síntomas depresivos.  Otros estudios de revisión han demostrado que la meditación consciente puede mejorar el funcionamiento psicológico de las sobrevivientes de cáncer de mama,  es eficaz para las personas con trastornos alimentarios   y también puede ser eficaz en el tratamiento de la psicosis.   
Los estudios también han demostrado que la rumiación y la preocupación contribuyen a enfermedades mentales como la depresión y la ansiedad,  y las intervenciones basadas en la atención plena son efectivas para reducir la preocupación.  
Algunos estudios sugieren que la meditación de atención plena contribuye a un sentido del yo y de la identidad más coherente y saludable, al considerar aspectos como el sentido de la responsabilidad, la autenticidad, la compasión, la autoaceptación y el carácter.  

### Mecanismos cerebrales
El efecto analgésico de la meditación consciente puede involucrar múltiples mecanismos cerebrales, pero hay muy pocos estudios para permitir sacar conclusiones sobre sus efectos sobre el dolor crónico. 

### Cambios en el cerebro
Se está estudiando la meditación de atención plena para determinar si pueden ocurrir cambios estructurales en el cerebro, pero la mayoría de los estudios tienen una metodología débil.  Un metanálisis encontró evidencia preliminar de efectos en la corteza prefrontal y otras regiones del cerebro asociadas con la conciencia corporal.  Sin embargo, los resultados deben interpretarse con precaución porque los gráficos en embudo  indican que el sesgo de publicación es un problema en la investigación sobre meditación.  Una revisión de 2016 que utilizó 78 estudios de neuroimagen funcional sugiere que diferentes estilos de meditación están asociados con diferentes actividades cerebrales. 

### Atención y conciencia

#### Redes de atención y meditación mindfulness
Las conceptualizaciones psicológicas y budistas de la conciencia plena destacan la conciencia y el entrenamiento de la atención como componentes clave, en los que se pueden cultivar niveles de atención plena con la práctica de la meditación.   La meditación de atención enfocada (FAM, focused attention meditation) y la meditación de monitoreo abierto (OMM, open monitoring meditation) son tipos distintos de meditación de atención plena. FAM se refiere a la práctica de mantener el enfoque en un objeto, mientras que OMM es la progresión de la conciencia general del entorno mientras se regulan los pensamientos.  
La meditación de atención enfocada generalmente se practica primero para aumentar la capacidad de mejorar la estabilidad de la atención y la conciencia de los estados mentales con el objetivo de hacer la transición a la práctica de meditación de monitoreo abierto que enfatiza la capacidad de monitorear los cambios en la experiencia momento a momento, sin un enfoque de atención a mantener. La meditación de atención plena puede conducir a una mayor flexibilidad cognitiva. 
En un estudio controlado aleatorizado activo completado en 2019, los participantes que practicaron la meditación de atención plena demostraron una mayor mejora en la conciencia y la atención que los participantes en la condición de control activo.  Se ha demostrado que el poder de las ondas cerebrales de ondas alfa (que normalmente se asocia con un estado de alerta en reposo) aumenta con la atención plena tanto en sujetos sanos como en pacientes. 

##### Atención sostenida
Las tareas de atención sostenida se relacionan con la vigilancia y la preparación que ayuda a completar una meta de tarea en particular. La investigación psicológica sobre la relación entre la meditación consciente y la red de atención sostenida ha revelado lo siguiente:
- En una tarea de desempeño continuo [38] se encontró una asociación entre una mayor atención mental disposicional y un mantenimiento más estable de la atención sostenida.
- En un estudio de EEG, el efecto de parpadeo atencional se redujo y la amplitud de P3b [N 2] ERP disminuyó en un grupo de participantes que completaron un retiro de atención plena. [39] La incidencia del efecto de parpadeo atencional reducido se relaciona con un aumento en la detectabilidad de un segundo objetivo.
- Un mayor grado de recursos atencionales también puede reflejarse en tiempos de respuesta más rápidos en el desempeño de tareas, como se encontró para los participantes con niveles más altos de experiencia en atención plena. [40]

##### Atención selectiva
- La atención selectiva, vinculada con la red de orientación, está involucrada en la selección de los estímulos relevantes a los que atender.
- Se encontró que el rendimiento en la capacidad de limitar la atención a entradas potencialmente sensoriales (es decir, atención selectiva) era mayor después de completar un curso de reducción del estrés basada en la atención plena (MBSR) de ocho semanas, en comparación con un retiro de un mes y un grupo de control (sin entrenamiento de atención plena). [40] La tarea ANT es una tarea de aplicación general diseñada para probar las tres redes de atención, en la que los participantes deben determinar la dirección de una flecha central en la pantalla de una computadora. [41] La eficiencia en la orientación que representa la capacidad de atender selectivamente a los estímulos se calculó examinando los cambios en el tiempo de reacción que acompañaban a las señales que indicaban dónde se encontraba el objetivo en relación con la ayuda de ninguna señal.
- Se encontró que la experiencia de meditación se correlacionó negativamente con los tiempos de reacción en una tarea complementaria de Eriksen que mide las respuestas a cifras globales y locales. Se han observado hallazgos similares para las correlaciones entre la experiencia de atención plena en una puntuación de orientación de los tiempos de respuesta tomados del desempeño de la tarea de red de atención. [42]
- Los participantes que participaron en el ejercicio Meditation Breath Attention Score (puntuación de atención de la respiración de meditación) se desempeñaron mejor en las tareas de anagramas e indicaron una mayor atención enfocada en esta tarea en comparación con aquellos que no se sometieron a este ejercicio. [43]

##### Atención de control ejecutivo
- La atención de control ejecutivo incluye funciones de inhibición del procesamiento consciente de información que distrae. En el contexto de la meditación consciente, la información que distrae se relaciona con eventos mentales que llaman la atención, como pensamientos relacionados con el futuro o el pasado. [35]
- Más de un estudio ha informado sobre hallazgos de un efecto de Stroop reducido después del entrenamiento de meditación de atención plena. [36] [44] [45] El efecto Stroop indexa la interferencia creada al tener palabras impresas en colores que difieren del significado semántico leído, por ejemplo, verde impreso en rojo. Sin embargo, los hallazgos para esta tarea no se encuentran consistentemente. [46] [47] Por ejemplo, el MBSR puede diferir en qué tan consciente se vuelve uno en relación con una persona que ya tiene un alto rasgo de atención plena. [48]
- Mediante el uso de la tarea de red de atención (una versión de la tarea lateral de Eriksen [N 3][41]), se encontró que las puntuaciones de error que indican el rendimiento del control ejecutivo se redujeron en meditadores experimentados [40] y después de un breve programa de entrenamiento de atención plena de cinco sesiones. [44]
- Un estudio de neuroimagen respalda los hallazgos de la investigación conductual de que los niveles más altos de atención plena están asociados con una mayor competencia para inhibir la información que distrae. Como se mostró una mayor activación de la corteza cingulada anterior rostral (ACC) para los meditadores de atención plena que los controles emparejados. [49]
- Los participantes con al menos 6 años de experiencia en meditación se desempeñaron mejor en la prueba de Stroop en comparación con los participantes que no habían tenido experiencia en meditación. [50] El grupo de meditadores también tuvo tiempos de reacción más bajos durante esta prueba que el grupo de no meditadores. [50]
- Después de una prueba de Stroop, se encontró una amplitud reducida del componente ERP P3 para un grupo de meditación en relación con los participantes de control. Esto se tomó para significar que la meditación de atención plena mejora las funciones de control ejecutivo de la atención. También se observó una mayor amplitud en el componente N2 ERP en el grupo de meditación de atención plena, que se cree que refleja una discriminación perceptiva más eficiente en etapas anteriores del procesamiento perceptivo. [51]

### Regulación emocional y conciencia
La investigación muestra que las prácticas de meditación conducen a una mayor capacidad de regulación emocional. La atención plena puede ayudar a las personas a ser más conscientes de los pensamientos en el momento presente, y este aumento de la autoconciencia conduce a un mejor procesamiento y control de las propias respuestas al entorno o las circunstancias.  
Los efectos positivos de esta mayor conciencia incluyen un mayor sentido de empatía por los demás, un aumento en los patrones positivos de pensamiento y una reducción de la ansiedad.   También se han encontrado reducciones en la rumiación después de la práctica de la meditación consciente, lo que contribuye al desarrollo del pensamiento positivo y el bienestar emocional. 

#### Evidencia de los resultados de la atención plena y la regulación emocional
La reactividad emocional se puede medir y reflejar en regiones del cerebro relacionadas con la producción de emociones.  También puede reflejarse en pruebas de rendimiento atencional, indexadas en un peor rendimiento en tareas relacionadas con la atención. La regulación de la reactividad emocional iniciada por las capacidades de control atencional puede ser agotadora para el desempeño, ya que los recursos atencionales son limitados. 
- Los pacientes con trastorno de ansiedad social (SAD) exhibieron una activación reducida de la amígdala en respuesta a creencias negativas en sí mismos después de un programa de intervención MBSR que involucra la práctica de meditación de atención plena. [57]
- El componente LPP [N 4] ERP indexa la excitación y tiene una amplitud mayor para los estímulos emocionalmente destacados en relación con los neutrales. [58] [59] [60] Los individuos con un rasgo más alto de atención plena mostraron respuestas LPP más bajas a las imágenes desagradables de alta excitación. Estos hallazgos sugieren que las personas con un mayor rasgo de atención plena fueron más capaces de regular la reactividad emocional a los estímulos emocionalmente evocadores. [61]
- Los participantes que completaron un programa de entrenamiento de atención plena de siete semanas demostraron una reducción en una medida de interferencia emocional (medida como tiempos de respuesta más lentos después de la presentación de imágenes emocionales en relación con las neutrales). Esto sugiere una reducción en la interferencia emocional. [62]
- Después de una intervención MBSR, se encontraron disminuciones en la gravedad de los síntomas de ansiedad social, así como aumentos en los correlatos neurales de la corteza parietal bilateral. Se cree que esto refleja el mayor empleo de las capacidades de control atencional inhibitorio para regular las emociones. [63] [64]
- Los participantes que se dedicaron a la meditación centrada en las emociones y la meditación de la respiración exhibieron una respuesta emocional retardada a los estímulos de películas con balance negativo en comparación con los participantes que no se dedicaron a ningún tipo de meditación. [65]

#### Controversias en la regulación emocional consciente
Se debate si las regiones de control ejecutivo de arriba hacia abajo, como la corteza dorsolateral prefrontal  (DLPFC),  son necesarias  o no  para inhibir la reactividad de la activación de la amígdala relacionada con la producción de respuestas emocionales evocadas.. Podría decirse que un aumento inicial en la activación de las regiones de control ejecutivo desarrolladas durante el entrenamiento de atención plena puede disminuir con el aumento de la experiencia en atención plena. 

### Reducción de estrés
La investigación ha demostrado los beneficios de reducción del estrés de la atención plena.    Un estudio de 2019 probó los efectos de la meditación en el bienestar psicológico, el estrés laboral y la presión arterial de los empleados que trabajan en el Reino Unido. Se instruyó a un grupo de participantes para que meditara una vez al día usando una aplicación de atención plena en sus teléfonos inteligentes, mientras que el grupo de control no practicó la meditación. Se tomaron medidas de bienestar, estrés y apoyo percibido en el lugar de trabajo para ambos grupos antes de la intervención y luego nuevamente después de cuatro meses. Según los cuestionarios de autoinforme, los participantes que participaron en la meditación mostraron un aumento significativo en el bienestar psicológico y el apoyo percibido en el lugar de trabajo. Los meditadores también informaron una disminución significativa en los niveles de ansiedad y estrés. 
Otro estudio realizado para comprender la asociación entre la atención plena, el estrés percibido y el compromiso laboral indicó que la atención plena se asoció con un menor estrés percibido y una mayor participación laboral. 
Otra investigación también muestra una disminución de los niveles de estrés en las personas que practican la meditación después de períodos de tiempo más cortos. Se encontró evidencia de una reducción significativa del estrés después de solo tres semanas de intervención de meditación.  Las breves sesiones diarias de meditación pueden alterar la respuesta conductual a los factores estresantes, mejorando los mecanismos de afrontamiento y disminuyendo el impacto adverso causado por el estrés.   Un estudio de 2016 examinó la ansiedad y los estados emocionales de meditadores ingenuos antes y después de un retiro de meditación de siete días en Tailandia. Los resultados mostraron una reducción significativa en el estrés percibido después de este retiro de meditación budista tradicional. 

### Insomnio y sueño
El insomnio crónico a menudo se asocia con hiperexcitación ansiosa y frustración por la incapacidad para dormir.  Se ha demostrado que la atención plena reduce el insomnio y mejora la calidad del sueño, aunque las medidas autoinformadas muestran efectos mayores que las medidas objetivas.  

### Direcciones futuras
Una gran parte de la investigación de la atención plena depende de la tecnología. A medida que se desarrollen nuevas tecnologías, nuevas técnicas de imagen serán útiles en este campo. La fMRI en tiempo real podría brindar retroalimentación inmediata y guiar a los participantes a través de los programas. También podría usarse para entrenar y evaluar más fácilmente los estados mentales durante la meditación. 

## Efectos de otros tipos de meditación

### Meditación de introspección (Vipassana)
La meditación Vipassana es un componente de la práctica budista. Phra Taweepong Inwongsakul y Sampath Kumar de la Universidad de Mysore han estado estudiando los efectos de esta meditación en 120 estudiantes midiendo el aumento asociado del grosor cortical en el cerebro. Los resultados de este estudio no son concluyentes.   La meditación Vipassana conduce a algo más que la atención plena, pero se ha descubierto que reduce el estrés, aumenta el bienestar y la bondad hacia uno mismo.  Se encontró que estos efectos eran más poderosos a corto plazo, pero aún tenían un impacto relativamente significativo seis meses después. En un estudio realizado por Szekeres y Wertheim (2014), encontraron que el estrés era la categoría que parecía tener la mayor regresión, pero las otras tenían una prevalencia más alta en comparación con los puntajes originales de los participantes antes de embarcarse en la meditación Vipassana. En general, según los autoinformes, Vipassana puede tener efectos a corto y largo plazo en un individuo.
Los estudios de EEG en meditadores de Vipassana parecían indicar un aumento significativo de las ondas gamma en los lóbulos occipital y parietal en meditadores experimentados (35–45 Hz).  En otro estudio realizado por NIMHANS  sobre meditadores de Vipassana, los investigadores encontraron lecturas asociadas con un mejor procesamiento cognitivo después de una sesión de meditación, con diferencias claras y graduadas en las lecturas entre meditadores novatos y meditadores experimentados. 
Un componente esencial del enfoque de mediación de Vipassana es el enfoque en la conciencia, refiriéndose a las sensaciones corporales y el estado psicológico. En un estudio realizado por Zeng et al. (2013), la conciencia se describió como el reconocimiento de la conciencia que está monitoreando todos los aspectos del entorno.  Esta definición diferencia el concepto de conciencia de la atención plena. El énfasis en la conciencia y la forma en que ayuda a monitorear la emoción es exclusivo de esta práctica meditativa.

### Kundalini yoga
Kundalini yoga ha demostrado aumentar la prevención del deterioro cognitivo y evaluar la respuesta de los biomarcadores al tratamiento, arrojando así luz sobre los mecanismos subyacentes del vínculo entre Kundalini yoga y el deterioro cognitivo. Para el estudio, 81 participantes de 55 años o más que tenían quejas subjetivas de memoria y cumplían con los criterios de deterioro cognitivo leve, indicado por una puntuación total de 0,5 en la escala de calificación de demencia clínica.  Los resultados mostraron que a las 12 semanas, el grupo de yoga mostró tanto mejoras significativas en la memoria de recuerdo como en la memoria visual y mostró una mejora significativa sostenida en la memoria hasta las 24 semanas de seguimiento, el grupo de yoga mostró una mejora significativa en la fluidez verbal y la memoria sostenida. mejoras significativas en el funcionamiento ejecutivo en la semana 24. Además, la cohorte de yoga mostró una mejora significativa en los síntomas depresivos, la apatía y la resiliencia frente al estrés emocional. Esta investigación fue proporcionada por Helen Lavretsky, MD y colegas.  En otro estudio, Kundalini yoga no mostró una eficacia significativa en el tratamiento de los trastornos obsesivo-compulsivos en comparación con la relajación/meditación. 

### Sahaja yoga y silencio mental
La meditación de Sahaja yoga  se considera una meditación de silencio mental y se ha demostrado que se correlaciona con características particulares del cerebro   y de las ondas cerebrales.   Un estudio ha llevado a sugerir que la meditación Sahaja implica 'apagar' redes cerebrales irrelevantes para el mantenimiento de la atención internalizada enfocada y la inhibición de información inapropiada.  Los meditadores de Sahaja parecen beneficiarse de una depresión más baja  y puntuaron por encima del grupo de control en las medidas de bienestar emocional y salud mental en las clasificaciones SF-36.   
Un estudio que comparó a practicantes de meditación Sahaja yoga con un grupo de no meditadores que hacían un ejercicio de relajación simple, midió una caída en la temperatura de la piel en los meditadores en comparación con un aumento en la temperatura de la piel en los no meditadores mientras se relajaban. Los investigadores notaron que todos los demás estudios de meditación que observaron la temperatura de la piel registraron aumentos y ninguno registró una disminución en la temperatura de la piel. Esto sugiere que la meditación de Sahaja Yoga, al ser un enfoque de silencio mental, puede diferir tanto experiencial como fisiológicamente de la simple relajación. 

### Meditación trascendental
Los primeros estudios de investigación de meditación trascendental (TM) se realizaron en la Universidad de California en Los Ángeles y la Universidad de Harvard y se publicaron en Science y American Journal of Physiology en 1970 y 1971.  Sin embargo, mucha investigación ha sido de mala calidad,    incluyendo un alto riesgo de sesgo debido a la conexión de los investigadores con la organización de MT y la selección de sujetos con una opinión favorable de MT.    Las revisiones sistemáticas independientes no han encontrado beneficios para la salud de la MT que excedan los de  las técnicas de relajación y la educación para la salud.    Una declaración de 2013 de la Asociación Estadounidense del Corazón describió la evidencia que apoya a la MT como tratamiento para la hipertensión como de Nivel IIB, lo que significa que la MT "puede considerarse en la práctica clínica" pero que su eficacia es "desconocida/poco clara/incierta o no bien establecida". 
En otro estudio, la MT demostró ser comparable con otros tipos de terapias de relajación para reducir la ansiedad.  Los practicantes de MT han demostrado una reducción de un Hertz en la frecuencia de las ondas alfa del EEG en relación con los controles. 

## Investigación sobre tipos múltiples o no especificados de meditación

### Actividad cerebral
Se ha descubierto que las cortezas cinguladas prefrontal medial y posterior están relativamente desactivadas durante la meditación por meditadores experimentados que utilizan la concentración, la bondad amorosa (lovingkindness) y la meditación consciente sin elección.  Además, se encontró que los meditadores experimentados tenían un acoplamiento más fuerte entre el cingulado posterior, el cingulado anterior dorsal y las cortezas prefrontal dorsolateral tanto cuando meditaban como cuando no meditaban.  Con el tiempo, la meditación puede aumentar la integridad tanto de la materia gris como de la blanca. La cantidad adicional de materia gris que se encuentra en el tronco encefálico después de la meditación mejora la comunicación entre la corteza y todas las demás áreas del cerebro.   La meditación a menudo estimula una gran red de regiones corticales que incluyen las regiones frontal y parietal, el lóbulo occipital lateral, la corteza insular, los núcleos del talámo, los ganglios basales y la región del cerebelo. Estas partes del cerebro están conectadas con la atención y la red predeterminada del cerebro que está asociada con soñar despierto. 

Se ha encontrado un fortalecimiento del caudado en meditadores frequentes y yoguis.

Además, se ha descubierto que tanto la meditación como el yoga tienen impacto en el cerebro, específicamente en el caudado.  Se ha demostrado el fortalecimiento del núcleo caudado tanto en meditadores como en yoguis. La mayor conexión del caudado tiene el potencial de ser responsable del mayor bienestar asociado con el yoga y la meditación. 

### Cambios en el cerebro
La meditación está bajo investigación preliminar para evaluar posibles cambios en las concentraciones de materia gris. 
La investigación publicada sugiere que la meditación puede facilitar la neuroplasticidad y la conectividad en regiones del cerebro específicamente relacionadas con la atención y la regulación de las emociones.  

### Atención/Mente divagante
Las formas de meditación no directivas en las que el meditador deja que su mente divague libremente pueden producir niveles más altos de actividad en la red de modo predeterminado en comparación con un estado de reposo o con el cerebro en un lugar neutral.   Estas formas no directivas de meditación permiten a los meditadores tener un mejor control sobre los pensamientos durante las actividades diarias o cuando se enfocan en una tarea específica debido a una frustración reducida en el proceso de divagación de la mente.  Cuando se le asigna una tarea específica, la meditación puede permitir una respuesta más rápida a los estímulos ambientales cambiantes. La meditación puede permitir que el cerebro disminuya la atención a las respuestas no deseadas de los estímulos ambientales irrelevantes y reduce el efecto de Stroop. Aquellos que meditan han demostrado regularmente un mayor control sobre aquello en lo que enfocan su atención mientras mantienen una atención consciente de lo que les rodea.  Se ha demostrado que los meditadores experimentados tienen una mayor capacidad cuando se trata de monitorear conflictos  y les resulta más fácil cambiar entre estímulos competitivos.  Quienes practican la meditación experimentan un aumento de los recursos atencionales en el cerebro y la práctica constante de la meditación puede conducir a la reducción del parpadeo atencional debido a una disminución del esfuerzo mental al identificar estímulos importantes. 

### Percepción
Los estudios han demostrado que la meditación tiene efectos tanto a corto como a largo plazo en varias facultades perceptivas. En 1984, un estudio mostró que los meditadores tienen un umbral de detección significativamente más bajo para estímulos de luz de corta duración.  En 2000, un estudio de la percepción de ilusiones visuales por parte de maestros zen, meditadores novatos y no meditadores mostró efectos estadísticamente significativos encontrados para la ilusión de Poggendorff pero no para la ilusión de Müller-Lyer. Los maestros zen experimentaron una reducción estadísticamente significativa en la ilusión inicial (medida como error en milímetros) y una disminución menor en la ilusión para las pruebas posteriores.  Tloczynski ha descrito así la teoría del mecanismo detrás de los cambios en la percepción que acompañan a la meditación de atención plena: "Una persona que medita, en consecuencia, percibe los objetos más como estímulos experimentados directamente y menos como conceptos... Con la eliminación o minimización de los estímulos cognitivos y, en general, aumentando la conciencia, la meditación por lo tanto, puede influir tanto en la calidad (precisión) como en la cantidad (detección) de la percepción".  Brown señala esto como una posible explicación del fenómeno: "[la mayor tasa de detección de destellos de luz individuales] implica silenciar algunos de los procesos mentales superiores que normalmente obstruyen la percepción de eventos sutiles".  En otras palabras, la práctica puede alterar temporal o permanentemente parte del procesamiento de arriba hacia abajo involucrado en el filtrado de eventos sutiles que los filtros perceptuales generalmente consideran ruido. 

### Memoria
La meditación mejora la capacidad de la memoria específicamente en la memoria de trabajo y aumenta la función ejecutiva al ayudar a los participantes a comprender mejor lo que sucede momento a momento.   Quienes meditan regularmente han demostrado la capacidad de procesar y distinguir mejor la información importante de la memoria de trabajo y almacenarla en la memoria a largo plazo con mayor precisión que quienes no practican técnicas de meditación.  La meditación puede expandir la cantidad de información que se puede almacenar en la memoria de trabajo y, al hacerlo, puede mejorar los puntajes de coeficiente intelectual y aumentar la inteligencia individual.  Se ha demostrado que el proceso de codificación de la información de audio y visual es más preciso y detallado cuando se utiliza la meditación.  Aunque existen estudios limitados sobre los efectos de la meditación en la memoria a largo plazo, debido a la capacidad de la meditación para aumentar la conciencia atencional, se cree que la memoria episódica a largo plazo es más vívida y precisa para aquellos que meditan con regularidad. También se ha demostrado que la meditación disminuye las quejas de memoria de las personas con enfermedad de Alzheimer, lo que también sugiere los beneficios que la meditación podría tener en la memoria episódica a largo plazo que está relacionada con la enfermedad. 

### Calmante y relajación
Según un artículo en Psychological Bulletin, la actividad del EEG se ralentiza como resultado de la meditación.  Algunos tipos de meditación pueden producir un efecto calmante al reducir la actividad del sistema nervioso simpático y aumentar la actividad del sistema nervioso parasimpático. O, de manera equivalente, que la meditación produce una reducción de la excitación y un aumento de la relajación. 
Herbert Benson, fundador del Instituto Médico Mente-Cuerpo, que está afiliado a la Universidad de Harvard y varios hospitales de Boston, informa que la meditación induce una gran cantidad de cambios bioquímicos y físicos en el cuerpo denominados colectivamente "respuesta de relajación".  La respuesta de relajación incluye cambios en el metabolismo, la frecuencia cardíaca, la respiración, la presión arterial y la química cerebral. Benson y su equipo también realizaron estudios clínicos en monasterios budistas en las montañas del Himalaya.  Benson escribió The Relaxation Response para documentar los beneficios de la meditación, que en 1975 aún no eran ampliamente conocidos. 

### Envejecimiento
No hay buena evidencia que indique que la meditación afecta el cerebro en el envejecimiento. 

### Felicidad y bienestar emocional
Los estudios han demostrado que los meditadores tienen una mayor felicidad que los grupos de control, aunque esto puede deberse a factores no específicos, como que los meditadores tienen un mejor cuidado personal en general.    
Se han encontrado relaciones positivas entre el volumen de materia gris en el área precuña derecha del cerebro y tanto la meditación como la puntuación de felicidad subjetiva del sujeto.       Un estudio reciente encontró que los participantes que participaron en una meditación de exploración corporal durante unos 20 minutos reportaron niveles más altos de felicidad y una disminución de la ansiedad en comparación con los participantes que simplemente descansaron durante el lapso de 20 minutos. Estos resultados sugieren que un aumento en la conciencia del propio cuerpo a través de la meditación provoca un estado de desinterés y un sentimiento de conexión. Este resultado luego conduce a informes de emociones positivas. 
Una técnica conocida como reducción del estrés basada en la atención plena (MBSR) muestra beneficios significativos para la salud mental y los comportamientos de afrontamiento. Los participantes que no tenían experiencia previa con MBSR informaron de un aumento significativo en la felicidad después de ocho semanas de práctica de MBSR. Centrarse en el momento presente y una mayor conciencia de los propios pensamientos pueden ayudar a controlar y reducir los juicios o pensamientos negativos, lo que genera un informe de mayor bienestar emocional.  El programa MBSR y la evidencia de su eficacia se describen en el libro Full Catastrophe Living de Jon Kabat-Zinn. 

### Dolor
Se ha demostrado que la meditación reduce la percepción del dolor.  Una intervención conocida como manejo del dolor basado en la atención plena (MBPM) ha sido objeto de una serie de estudios que demuestran su eficacia.  

## Posibles efectos adversos y límites de la meditación
La comprensión del potencial de efectos adversos en la meditación está evolucionando. En 2014, el Centro Nacional de la Salud Complementaria e Integrativa, administrado por el gobierno federal de los Estados Unidos sugirió que:
La meditación se considera segura para las personas sanas. Ha habido escasos informes de que la meditación podría causar o empeorar los síntomas en personas que tienen ciertos problemas psiquiátricos, pero esta pregunta no se ha investigado completamente. 
Una actualización de 2022 de la misma página web es más cautelosa:
Una revisión de 2020 examinó 83 estudios (un total de 6703 participantes) y encontró que 55 de esos estudios informaron experiencias negativas relacionadas con las prácticas de meditación. Los investigadores concluyeron que alrededor del 8 por ciento de los participantes tuvieron un efecto negativo al practicar la meditación, que es similar al porcentaje informado para las terapias psicológicas. 
Otra revisión de 2021 encontró impactos negativos en el 37 % de los participantes de la muestra en programas basados en la atención plena, con efectos negativos duraderos en el 6-14 % de la muestra, asociados con la reacción de lucha o huida y disociación. 
En términos más generales, el potencial de efectos adversos de la meditación está bien documentado tanto en artículos científicos como en la prensa popular.    Los casos de suicidio, autolesiones y perturbaciones significativas entre los practicantes de la meditación también están documentados en fuentes históricas canónicas y de otro tipo.    Organizaciones como Cheetah House y Meditating in Safety documentan investigaciones sobre problemas que surgen en la meditación y ofrecen ayuda para meditadores en apuros o para aquellos que se están recuperando de problemas de salud relacionados con la meditación. En algunos casos, los efectos adversos pueden atribuirse al "uso inadecuado de la meditación"  o al agravamiento de una condición preexistente; sin embargo, la investigación en desarrollo en esta área sugiere la necesidad de un compromiso más profundo con las causas de la angustia severa, que "los maestros de meditación anteriores quizás hayan descartado demasiado rápido y con bastante insensibilidad como psicopatología preexistente o no relacionada".  Cuando se prescribe u ofrece la meditación como tratamiento,
Los principios del consentimiento informado requieren que la elección del tratamiento se base en parte en el equilibrio entre los beneficios y los daños y, por lo tanto, solo se puede realizar si los daños se miden y conocen adecuadamente. 
La meditación no es útil si se usa para evitar enfrentar problemas continuos o crisis emergentes en la vida del meditador. En tales situaciones, en cambio, puede ser útil aplicar actitudes conscientes mientras se involucra activamente con los problemas actuales.   De acuerdo con los Institutos Nacionales de Salud, la meditación no debe usarse como un reemplazo de la atención médica convencional o como una razón para posponer la visita al médico. 

## Dificultades en el estudio científico de la meditación

### Debilidades en la investigación histórica de la meditación y la atención plena

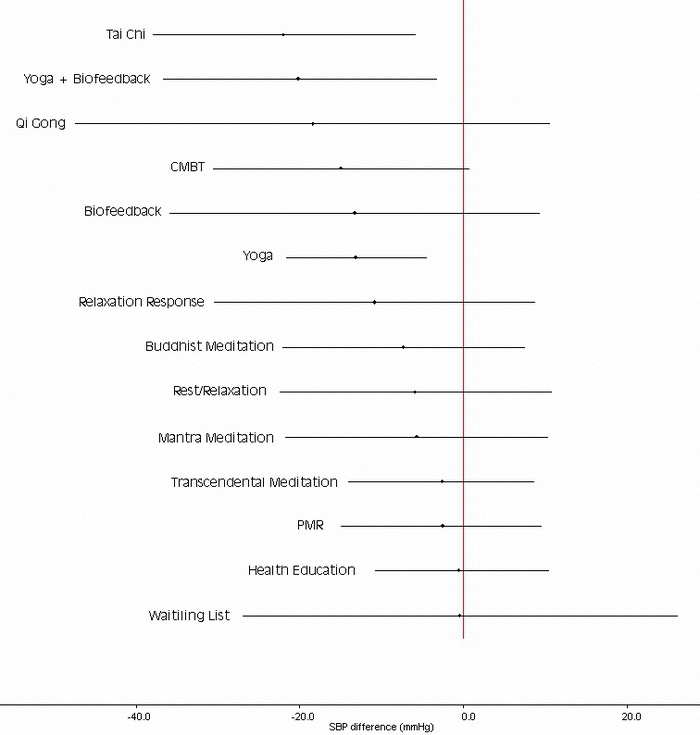
Una comparación del efecto de varias técnicas de meditación sobre la presión arterial sistólica.

En junio de 2007, el Centro Nacional de Salud Complementaria e Integrativa de los Estados Unidos (NCCIH, por sus siglas en inglés) publicó un metanálisis independiente, revisado por pares, del estado de la investigación sobre la meditación, realizado por investigadores del Centro de Práctica Basada en la Evidencia de la Universidad de Alberta . El informe revisó 813 estudios relacionados con cinco amplias categorías de meditación: meditación mantra, meditación consciente, yoga, T'ai chi y Qigong, e incluyó todos los estudios en adultos hasta septiembre de 2005, con un enfoque particular en la investigación relacionada con la hipertensión, las enfermedades cardiovasculares y abuso de sustancias . El informe concluyó:

Scientific research on meditation practices does not appear to have a common theoretical perspective and is characterized by poor methodological quality. Future research on meditation practices must be more rigorous in the design and execution of studies and in the analysis and reporting of results. (p. 6) (La investigación científica sobre las prácticas de meditación no parece tener una perspectiva teórica común y se caracteriza por una mala calidad metodológica. Las investigaciones futuras sobre prácticas de meditación deben ser más rigurosas en el diseño y ejecución de estudios y en el análisis y presentación de informes de resultados.)

Señaló que no existe una explicación teórica de los efectos de la meditación en la salud que sean comunes a todas las técnicas de meditación. 
Una versión de este informe publicada posteriormente en el Journal of Alternative and Complementary Medicine en 2008 decía: "La mayoría de los ensayos clínicos sobre prácticas de meditación se caracterizan generalmente por una calidad metodológica deficiente con amenazas significativas a la validez en todos los dominios de calidad importantes evaluados". Esto fue a pesar de un aumento estadísticamente significativo en la calidad de todas las investigaciones sobre meditación revisadas, en general, a lo largo del tiempo entre 1956 y 2005. De los 400 estudios clínicos, se encontró que el 10% eran de buena calidad. Se hizo un llamado a un estudio riguroso de la meditación.  Estos autores también señalaron que este hallazgo no es exclusivo del área de investigación de la meditación y que la calidad de los informes es un problema frecuente en otras áreas de investigación de medicina complementaria y alternativa (CAM) y dominios de investigación de terapias relacionadas.
De más de 3.000 estudios científicos que se encontraron en una búsqueda exhaustiva en 17 bases de datos relevantes, sólo alrededor del 4% tenía pruebas controladas aleatorizadas (ECA), que están diseñadas para excluir el efecto placebo. 
En un metanálisis de 2013, Awasthi argumentó que la meditación está mal definida y, a pesar de que los estudios de investigación muestran eficacia clínica, los mecanismos exactos de acción siguen sin estar claros.  Un comentario de 2017 fue igualmente mixto,   con preocupaciones que incluyen las características particulares de las personas que tienden a participar en investigaciones sobre atención plena y meditación. 

### Declaraciones de posición
Una declaración de 2013 de la Asociación Estadounidense del Corazón (AHA) evaluó la evidencia de la eficacia de la MT como tratamiento para la hipertensión como "desconocida/poco clara/incierta o no bien establecida" y afirmó: "Debido a muchos estudios negativos o resultados mixtos y la escasez de ensayos disponibles... no se recomiendan otras técnicas de meditación en la práctica clínica para reducir la presión arterial en este momento".  Según la AHA, si bien hay resultados prometedores sobre el impacto de la meditación en la reducción de la presión arterial y el control del insomnio, la depresión y la ansiedad, no reemplaza los cambios saludables en el estilo de vida ni sustituye a los medicamentos eficaces. 

### Obstáculos metodológicos
El término meditación abarca una amplia gama de prácticas e intervenciones arraigadas en diferentes tradiciones, pero la literatura de investigación a veces no ha logrado especificar adecuadamente la naturaleza de la práctica de meditación particular que se está estudiando.  Diferentes formas de práctica de meditación pueden producir resultados diferentes según los factores que se estudien. 
La presencia de una serie de factores entrelazados, incluidos los efectos de la meditación, la orientación teórica de cómo se enseñan las prácticas de meditación, el trasfondo cultural de los meditadores y los efectos grupales genéricos, complica la tarea de aislar los efectos de la meditación: 

Numerous studies have demonstrated the beneficial effects of a variety of meditation practices. It has been unclear to what extent these practices share neural correlates. Interestingly, a recent study compared electroencephalogram activity during a focused-attention and open monitoring meditation practice from practitioners of two Buddhist traditions. The researchers found that the differences between the two meditation traditions were more pronounced than the differences between the two types of meditation. These data are consistent with our findings that theoretical orientation of how a practice is taught strongly influences neural activity during these practices. However, the study used long-term practitioners from different cultures, which may have confounded the results. (Numerosos estudios han demostrado los efectos beneficiosos de una variedad de prácticas de meditación. No ha quedado claro hasta qué punto estas prácticas comparten correlatos neuronales. Curiosamente, un estudio reciente comparó la actividad del electroencefalograma durante una práctica de meditación de atención enfocada y de monitoreo abierto de practicantes de dos tradiciones budistas. Los investigadores encontraron que las diferencias entre las dos tradiciones de meditación eran más pronunciadas que las diferencias entre los dos tipos de meditación. Estos datos son consistentes con nuestros hallazgos de que la orientación teórica de cómo se enseña una práctica influye fuertemente en la actividad neuronal durante estas prácticas. Sin embargo, el estudio utilizó profesionales de larga duración de diferentes culturas, lo que puede haber confundido los resultados)